# David Gordon Green
Pour les articles homonymes, voir Gordon et Green.
David Gordon Green est un réalisateur américain né le 9 avril 1975 à Little Rock (Arkansas).

## Filmographie
Sauf indication contraire, les informations mentionnées dans cette section peuvent être confirmées par la base de données cinématographiques IMDb,  présente dans la section « Liens externes ».

### Acteur

#### Cinéma
- 2022 : Bones and All de Luca Guadagnino : Brad
- 2022 : Un talent en or massif de Tom Gormican : lui-même

#### Télévision
- 2019 : The Righteous Gemstones (série télévisée) : Le régisseur du Live Gemstones

### Réalisateur
- 1997 : Pleasant Grove (court-métrage)
- 1998 : Physical Pinball (court-métrage)
- 2000 : George Washington
- 2003 : All the Real Girls
- 2004 : L'Autre Rive (Undertow)
- 2007 : Snow Angels
- 2008 : Délire Express (Pineapple Express)
- 2009-2013 : Kenny Powers (Eastbound And Down) (série télévisée) (12 épisodes)
- 2011 : Votre Majesté (Your Highness)
- 2012 : Baby-sitter malgré lui (The Sitter)
- 2013 : Prince of Texas (Prince Avalanche)
- 2014 : Joe
- 2014 : Manglehorn
- 2015 : Que le meilleur gagne (Our Brand Is Crisis)
- 2017 : Stronger
- 2018 : Halloween
- 2019 : Dickinson (série TV) - 2 épisodes
- 2020 : Mythic Quest (série TV) - 3 épisodes
- 2021 : Halloween Kills
- 2022 : Halloween Ends
- 2023 : L'Exorciste : Dévotion (The Exorcist: Believer)
- 2024 : Nutcrackers (en)

### Scénariste
- 2000 : George Washington
- 2003 : All the Real Girls
- 2004 : L'Autre Rive (Undertow)
- 2007 : Snow Angels
- 2013 : Prince of Texas (Prince Avalanche)
- 2016 : Goat d'Andrew Neel
- 2018 : Halloween
- 2021 : Halloween Kills
- 2022 : Halloween Ends
- 2023 : L'Exorciste : Dévotion (The Exorcist: Believer)

## Récompense
- 2013 : Ours d'argent du meilleur réalisateur au 63e Festival de Berlin pour Prince of Texas